# I Saw the TV Glow
Pour plus de détails, voir Fiche technique et Distribution.
I Saw the TV Glow est un film d'horreur psychologique dramatique américain écrit et réalisé par Jane Schoenbrun et sorti en mai 2024.
Le film met en scène deux lycéens troublés dont le lien avec leur émission de télévision préférée les pousse à remettre en question leur réalité et leur identité.
Les acteurs principaux sont Justice Smith et Jack Haven, et le casting secondaire comprend Helena Howard, Lindsey Jordan, Conner O'Malley, Emma Portner, Ian Foreman, Fred Durst et Danielle Deadwyler. L'actrice Emma Stone et son mari, le comédien Dave McCary, font partie des producteurs du film sous leur société Fruit Tree.
Le film a été présenté en avant-première au Festival du film de Sundance le 18 janvier 2024. Le film a été distribué en salle de manière limitée par A24 aux États-Unis le 3 mai, puis sera diffusé au Canada et dans tout le pays le 17 mai.

## Histoire
En 1996, les adolescents reclus Owen et Maddy se lient d'amitié autour de l'émission de télévision pour jeunes adultes L'Opaque Rose (The Pink Opaque), qui suit les adolescentes Isabel et Tara alors qu'elles utilisent leurs pouvoirs psychiques pour combattre le super-vilain M. Melancholy, qui a le pouvoir de déformer le temps et la réalité. Alors que l'émission est diffusée après l'heure prévue du coucher, Owen se faufile souvent chez Maddy pour la regarder ensemble, et lui demande de lui donner des cassettes vidéo de l'émission chaque fois qu'il la manque. Maddy se sent profondément liée à la série, affirmant qu'elle lui semble plus réelle que la vraie vie.
Deux ans plus tard, alors qu'elle regarde L'Opaque Rose avec Owen, Maddy se met à sangloter de manière inexplicable. Elle explique plus tard qu'elle a décidé de quitter la ville sans laisser de trace pour échapper à son beau-père violent. Elle implore Owen de la rejoindre, mais à la dernière minute, il ne s'en sent pas capable et reste. Plus tard dans le mois, la mère d'Owen, Brenda, décède d'un cancer, Maddy disparaît et L'Opaque Rose est arrêté après cinq saisons.
En 2006, Owen vit toujours avec son père Frank et travaille dans un cinéma local. Maddy réapparaît soudainement une nuit et emmène Owen dans un bar où il est « sûr » pour eux de parler. Elle repousse ses supplications pour qu'elle contacte la police, s'interrogeant plutôt sur ce dont il se souvient de L'Opaque Rose et affirmant avoir passé les huit dernières années à l'intérieur de l'émission. À sa demande, Owen revoit l'épisode final, dans lequel M. Melancholy enterre Isabel et Tara vivantes avant de les emprisonner dans un univers de poche connu sous le nom de « Royaume de Minuit » (« Midnight Realm »). Après avoir terminé l'épisode, Owen souffre d'une dépression nerveuse et tente de se fracasser la tête contre l'écran de télévision avant que Frank ne le retire.
La nuit suivante, Maddy explique à Owen qu'après s'être enfuie, elle a continué à se sentir insatisfaite, alors elle a payé un homme pour l'enterrer vivante ; après s'être étouffée, elle s'est réveillée dans L'Opaque Rose sous le nom de Tara. Elle explique qu'ils sont en fait dans le Royaume de Minuit et que leurs véritables identités sont celles de Tara et d'Isabel respectivement ; leurs souvenirs de leur vie réelle se sont manifestés sous forme d'épisodes d'une émission de télévision. Maddy encourage alors Owen à lui permettre de l'enterrer vivant afin qu'ils puissent retourner à leur réalité. Elle le conduit sur un terrain de football pour y être enterré, mais pris d'une peur soudaine il la repousse et se précipite chez lui. Il ne la revoit plus jamais mais reste hanté par ses déclarations.
En 2010, Frank décède d'un accident vasculaire cérébral et le cinéma où travaille Owen fait faillite ; son patron le transfère dans un centre de divertissement familial. Un soir, il regarde à nouveau L'Opaque Rose en streaming, mais le trouve plus futile et juvénile qu'il ne s'en souvient. Au fil des années, sa dépression et son asthme s’aggravent de plus en plus.
En 2026, censé célébrer l'anniversaire d'un enfant pour son travail, Owen commence à crier qu'il est en train de mourir et supplie à l'aide, mais personne ne réagit. Il s'enferme dans la salle de bain et s'ouvre la poitrine avec un cutter, souriant lorsqu'il voit un écran de télévision diffusant L'Opaque Rose à l'intérieur. Il se rhabille ensuite et retourne au travail en présentant timidement ses excuses aux collègues et clients pour son emportement.

## Distribution
- Justice Smith : Owen
  - Ian Foreman : jeune Owen
- Jack Haven : Maddy Wilson
- Helena Howard : Isabel
- Lindsey Jordan : Tara
- Danielle Deadwyler : Brenda
- Fred Durst : Frank
- Conner O'Malley : Dave
- Emma Portner : M. Mélancolie/Marco/Amanda/Clown maléfique
- Madaline Riley : Polo
- Phoebe Bridgers : elle-même
- Haley Dahl : elle-même
- Kristina Esfandiari : elle-même
- Amber Benson : mère de Johnny Link
- Michael Maronna : voisin n°1
- Danny Tamberelli : voisin n°2

## Production
En 2021, le scénario attire l'attention d'Emma Stone et de son mari Dave McCary, qui, selon Schoenbrun, « sont immédiatement tombés amoureux du scénario ». Le scénario est proposé à six partenaires de production potentiels. En octobre 2021, le film est annoncé comme distribué par A24 avec Schoenbrun à la réalisation, tandis que Stone et McCary font office de producteurs sous leur bannière Fruit Tree. En août 2022, il est annoncé que Justice Smith, Jack Haven, Helena Howard, Danielle Deadwyler, Amber Benson, Ian Foreman, Conner O'Malley, Emma Portner, Danny Tamberelli, Phoebe Bridgers, Lindsey Jordan, Fred Durst, Haley Dahl et Kristina Esfandiari ont rejoint le casting,.

### Écriture

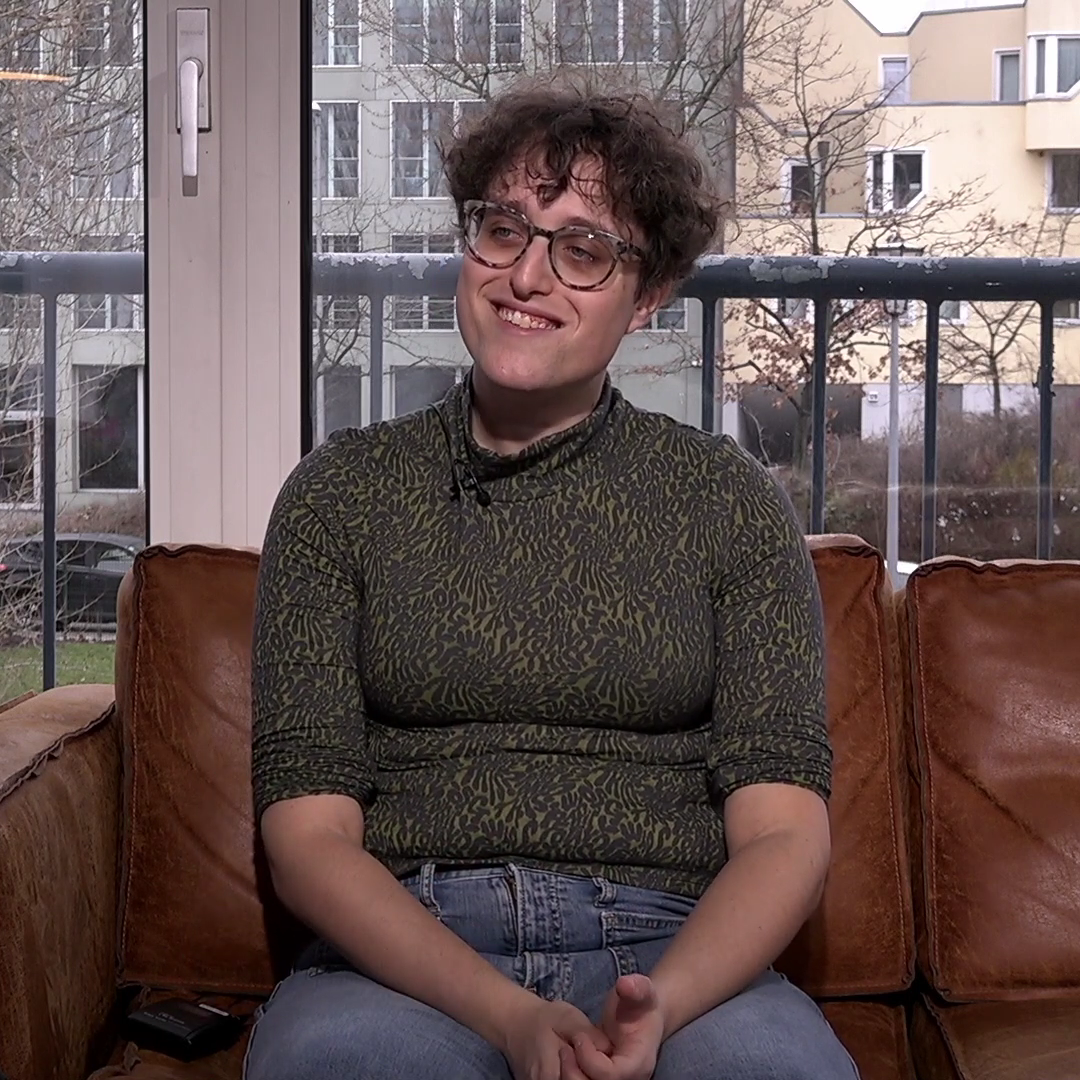
Jane Schoenbrun en 2024.

Schoenbrun commence à écrire le scénario de I Saw the TV Glow trois mois après avoir commencé une transition hormonale, au milieu de ce que Schoenbrun décrit comme une « calamité écrasante » après avoir fait son coming out transgenre. En représentant les thématiques transgenres, Schoenbrun évite délibérément de faire de la transition ou du coming out un élément central de l'intrigue, choisissant plutôt d'écrire l'histoire comme une allégorie afin de la distinguer des autres films sur le sujet.

### Tournage
Le tournage prend place dans le New Jersey de juillet à août 2022,,, notamment au lycée de Verona, au lycée de Cedar Grove, au parc d'attractions de Keansburg, à la salle de concert The Saint et Camp Lewis.

### Musique
La musique originale du film a été composée par Alex G. Le film comprend une bande sonore originale qui comprend des chansons de Caroline Polachek, Sloppy Jane, Phoebe Bridgers, Kristina Esfandiari, Florist, Yeule, Drab Majesty, Snail Mail, entre autres.
La bande originale sort le 10 mai 2024, suivie de la partition d'Alex G, qui sort le 16 mai 2024.

## Thématiques
Lundy-Paine qualifie I Saw the TV Glow d'allégorie de la transidentité. Schoenbrun décrit fréquemment le film comme parlant du « egg crack » (« craquage de l’œuf »), un terme désignant le moment dans la vie d'une personne transgenre où elle réalise que son identité ne correspond pas au genre qui lui a été assigné,,.
Schoenbrun déclare également que le choix d'Owen de ne pas s'enterrer vivant avec Maddy et sa crise existentielle ultime étaient révélateurs de leurs peurs personnelles de vivre potentiellement leur vie sans avoir fait leur transition. Schoenbrun explique en juin 2024 dans The New Yorker comment sa relation avec sa famille a influencé l'histoire du film, déclarant :
« TV Glow is about something I think a lot of trans people understand. […] The tension between the space that you exist within, which feels like home, and the simultaneous terror and liberation of understanding that that space might not be able to hold you in your true form. […] I think many people, even if they are sympathetic to narratives of biological-family estrangement, still want to believe in resolution or restorative reparative work. And I think this does a disservice to queer people who are not in control of whether that work can be done. »
« « TV Glow » traite de quelque chose que je pense beaucoup de personnes trans comprennent. […] La tension l'espace dans lequel tu existes, qui paraît comme un chez-soi, et simultanément la terreur et libération de comprendre que cet espace n'est peut-être pas capable de te contenir sous ta véritable forme. […] Je pense que beaucoup de personnes, même si elles sont très enclines aux distanciations familiales, souhaitent tout de même croire en une résolution du problème. Et je crois que ça provoque l'effet inverse chez les personnes queers qui ne maîtrisent pas la plausibilité de cette résolution. »
I Saw the TV Glow est fortement influencé, par et établit des parallèles avec la série Buffy contre les vampires (1997-2003), notamment son utilisation de L'Opaque Rose, qui présente des éléments similaires comme des protagonistes féminins forts et un mélange d'épisodes mythiques et de « monstres de la semaine ». Owen est initié à cette série « à la Buffy » qui devient un refuge pour lui jusqu'à ce que son récit commence à affecter sa réalité tandis que l'histoire explore la solitude et la recherche de quelque chose de réel à travers une fixation. Le caméo de l'actrice Amber Benson, qui a joué le personnage lesbien Tara Maclay dans Buffy, « a été en quelque sorte une guérison » pour Schoenbrun, qui s'est appuyé sur la série comme mécanisme d'adaptation au cours de son adolescence. Le récit diverge en étant diffusé sur une chaîne pour enfants et en incorporant un réalisme magique proche de The Adventures of Pete & Pete (en) (1991-1996). Maronna et Tamberelli, les acteurs principaux de Pete & Pete, incarnent des voisins fantomatiques pour explorer la nature étrange du vieillissement. Schoenbrun souligne que les caméos ne sont pas de simples clins d'œil mais sont destinés à approfondir les idées du film.
L'Opaque Rose poursuit l'effet Pete & Pete en reprenant le thème des enfants vivant dans un monde « semi-magique, souvent effrayant » inaperçu des adultes. Alors que les personnages principaux se perdent ou se retrouvent dans la série, l'histoire d'Owen devient une démonstration de « ce qui arrive à une personne trans lorsque le monde rend la perspective de la transition trop terrifiante pour qu'on puisse l'envisager de face ». Owen et Maddy représentent les étapes de pré- et post-réalisation de la transidentité, reflétant le propre parcours de découverte de soi de Schoenbrun. Le film examine la manière dont les gens perçoivent les médias différemment à mesure qu'ils grandissent, avec des changements de ton reflétant des changements de compréhension et des sentiments de honte et de dysphorie. Owen éprouve un sentiment de claustrophobie et de déconnexion avec la réalité, reflétant la lutte pour conserver son sens de l'émerveillement et de la magie face à l'âge adulte. Le film se termine avec Owen alors que « le monde se contente d'ignorer ses cris selon lesquels quelque chose en lui est en train de mourir », et souligne l'importance « d'un peu de magie, empruntée à l'art, comme l'un des seuls moyens de survivre et de se rappeler que, comme nous le rappelle la réplique la plus obsédante du film, il est encore temps ».
Le film s'inspire également du rêve récurrent de Schoenbrun sur la fin de Twin Peaks (1990-1991) et vise à capturer une « terreur lynchienne ». Inspiré de sa suite Twin Peaks: The Return (2017), le film entremêle les thèmes des fins et des reprises de séries télévisées.

## Sortie
I Saw the TV Glow sort en avant-première dans la section Midnight du Sundance Film Festival 2024 le 18 janvier 2024. Le film est également projeté au 74e Festival international du film de Berlin dans la section Panorama le 20 février 2024, et à South by Southwest le 10 mars 2024,.
Le film sort dans certaines salles à New York et à Los Angeles le 3 mai 2024, avec une sortie élargie à l'échelle nationale et au Canada le 17 mai[Pas dans la source]. Le film est ensuite disponible sur internet en juin 2024. I Saw the TV Glow sort en salles de cinéma grâce à Stage 6 Films à l'international, notamment en Australie et en Nouvelle-Zélande, le 29 août 2024,, avec Park Circus Films codistribuant le film au Royaume-Uni et en Irlande, où il sort le 26 juillet.

## Accueil

### Accueil critique
Sur le site Rotten Tomatoes, le film détient un taux d'approbation de 84 % sur la base de 224 critiques, avec une note moyenne de 7,6/10. Le consensus des critiques du site Web indique : « Avec une esthétique visuelle distinctive qui améliore son récit émotionnellement résonnant, I Saw the TV Glow établit davantage Jane Schoenbrun comme un talent émergent. » Sur Metacritic, qui utilise une moyenne pondérée, le film affiche un score de 86 sur 100, basé sur 48 critiques, indiquant une « acclamation universelle ».
Pour Guy Lodge de Variety, TV Glow est « à la fois un élément prometteur du  psychodrame en soi et un élément des fixations particulières que Schoenbrun a établies dans sa petite œuvre jusqu'à présent ». David Ehrlich d'IndieWire écrit : « Le deuxième long-métrage étonnant de Schoenbrun parvient à conserver la peur séduisante de ses débuts à micro-budget et à approfondir ses blessures palpitantes de découverte même en les examinant à une échelle beaucoup plus grande ». Certains critiques saluent également le film pour l'authenticité avec laquelle il transmet les thèmes transgenres, Richard Brody du New Yorker le qualifiant de « vision profonde de l'expérience trans », et Veronica Esposito pour The Guardian affirmant qu'il « parle aux adolescents trans des années 90 »,.
En revanche, Amy Nicholson du Los Angeles Times critique le film comme étant une « collection de scènes plombées qui pourraient donner envie au public de se déchirer la peau », notant qu'il « invente une nouvelle émotion : l'ambivalence passionnée ». Nicolas Rapold de Sight and Sound est du même avis, écrivant qu'il y a « le sentiment impressionnant d'un plan ou d'une feuille de route sur lequel on insiste sans être entièrement réalisé et accompli ». Dylan Roth, pour l'Observer, reconnaît ce malaise, en notant que « [son] défi avec I Saw the TV Glow est que presque tout ce qu'il n'aimait pas dans ce film est fait exprès et efficacement. En tant qu'œuvre d'art, [il] ne peut nier que cela fonctionne ».
Le réalisateur Martin Scorsese acclame le film comme étant « émotionnellement et psychologiquement puissant » et déclare qu'il l'avait « beaucoup aimé ». Sight and Sound place le film à la 11e place de sa liste des 50 meilleurs films de 2024.

### Suite potentielle
En mai 2024, dans une entrevue avec USA Today, Schoenbrun déclare qu'une suite à I Saw the TV Glow est possible, affirmant être ouvert à aborder l'histoire sous un angle différent.